# Pollo con salsa de soja
El pollo con salsa de soja es un plato del norte de China consistente en pollo cocinado con salsa de soja.
También existe un plato cantonés del mismo nombre en el que el pollo no se cocina con salsa de soja sino que se marina en ella antes de cocinarlo.